# دوماشوف ناد بیستریتسی
دوماشوف ناد بیستریتسی (به چکی: Domašov nad Bystřicí) یک منطقهٔ مسکونی در جمهوری چک است که در ناحیه اولومووتس واقع شده‌است. دوماشوف ناد بیستریتسی ۱۵٫۹۵ کیلومتر مربع مساحت و ۴۶۷ نفر جمعیت دارد و ۵۱۰ متر بالاتر از سطح دریا واقع شده‌است.